# Akashi Kakuichi
Akashi Kakuichi (jap. 明石 覚一; † 10. August 1371) war ein buddhistischer Mönch des japanischen Mittelalters (Namboku-chō). Er war ein blinder Lautenspieler (biwa-hōshi), der dem japanischen Epos Heike Monogatari seine bis heute verbreitete Form gab. Drei Monate vor seinem Tod diktierte er es seinem Schüler Teiichi.

## Leben und Wirken
Er war Mönch im Shoshazan (書写山) – dem Tempel Enkyō-ji (円教寺) – in der Nähe von Akashi, bevor er – wohl in den 1330er Jahren – nach Kyōto ging. Er wurde Schüler von Jōichi (城一), dem berühmtesten Heike-Rezitator in Kyōto, und überflügelte bald seinen Meister in der Szene von Kyōto. Eine Notiz von 1340 vermerkt, dass seine Heike-Version eine andersartige Form des Werks sei. An vielen Schreinen und Tempeln der Stadt rezitierte er und 1363 hatte er den höchsten Rang (検校, kengyō) in seiner Gilde erreicht. Er starb als Großmeister und Haupt (総検校, sōkengyō) seiner Gilde der blinden Biwa-Spieler.